# Erhard Meyer (Fußballspieler)
Erhard Meyer (* 7. Dezember 1942) ist ein ehemaliger deutscher Fußballspieler, der 1966 für den FC Rot-Weiß Erfurt in der höchsten Spielklasse im DDR-Fußball, der DDR-Oberliga, spielte.

## Sportliche Laufbahn
Von der Betriebssportgemeinschaft (BSG) Empor Ilmenau kommend, bestritt Erhard Meyer in der Saison 1964/65 bei Motor Rudisleben seine ersten Spiele im höherklassigen Fußball. Von den 30 ausgetragenen Punktspielen in der zweitklassigen DDR-Liga absolvierte er 27 Partien und wurde mit seinen 13 Treffern sofort Torschützenkönig seiner Mannschaft. Am Saisonende stieg Rudisleben in die Bezirksliga ab. Nach der Winterpause der Saison 1965/66 wechselte Meyer zum Oberligisten FC Rot-Weiß Erfurt. Dort wurde er zu Beginn der Rückrunde dreimal für nicht einsetzbare Stürmer aufgeboten, kam danach aber nicht mehr zum Einsatz. Da der FC Rot-Weiß anschließend abstieg, fand sich Meyer 1966/67 in der DDR-Liga wieder. Dort konnte er sich als Stammspieler etablieren, denn von den 30 Punktspielen bestritt er 21 Partien, erzielte sieben Tore und war somit hauptsächlich am sofortigen Wiederaufstieg der Erfurter beteiligt. Auch in den folgenden Spielzeiten war Meyer stets in der Stammelf vertreten, lediglich 1970/71 hatte er einige Ausfälle zu verzeichnen, sodass er bei neun Oberligaspielen fehlte. 1968 wurde er in die B-Nationalmannschaft berufen und bestritt mit ihr ein Länderspiel. In der Begegnung DDR – Polen (1:0) wurde er in der 54. Minute als rechter Stürmer eingewechselt. Als Rot-Weiß Erfurt 1971/72 nach erneutem Abstieg wieder in der DDR-Liga spielen musste, war Meyer der einzige Spieler, der alle 22 Punktspiele und acht Aufstiegsspiele bestritt und mit seinen elf Toren wieder ein Garant für den Aufstieg war. Nach dem Ende der Saison 1973/74 beendete Erhard Meyer seine Laufbahn als Leistungsfußballer, nachdem er innerhalb von zehn Spielzeiten 145 Oberligaspiele mit 13 Toren und 70 DDR-Liga-Spiele mit 31 Toren absolviert hatte. Dabei war er überwiegend als Stürmer eingesetzt worden. Bei der BSG Chemie Geraberg ließ Meyer seine Fußballkarriere ausklingen.